# آبشار کاکابکا
آبشار کاکابکا (به انگلیسی: Kakabeka Falls) آبشاری است که در کشور کانادا واقع شده‌است و بلندترین ریزشگاه آن ۴۰ متر ارتفاع دارد. حوضهٔ آبریز این آبشار، رود کامینیس‌تیکئوا است.